# Бурачник лекарственный
Бурачник лекарственный, или Огуре́чная трава, или Огуречная трава лекарственная , или Бурачник, или Огуречница, или Борач (лат. Borágo officinalis) — вид цветковых растений, входящий в род Бурачник (Borago) семейства Бурачниковые (Boraginaceae). В течение долгого времени род считался монотипным с единственным входящим в него видом, отсюда и определенная путаница, когда одинаковые названия огуречная трава, бурачник и т. д. используются как по отношению к конкретному виду, так и ко всему роду растений. По современной классификации в состав рода включается 5 подтвержденных видов.

## Распространение и экология
Происходит из Сирии, в диком виде произрастает в Малой Азии, странах Южной Европы, Северной Африки и Южной Америки.
Растёт на огородах, мусорных местах, как сорняк.
Неприхотливое растение, лучше развивается если в почву добавить известь.

## Ботаническое описание

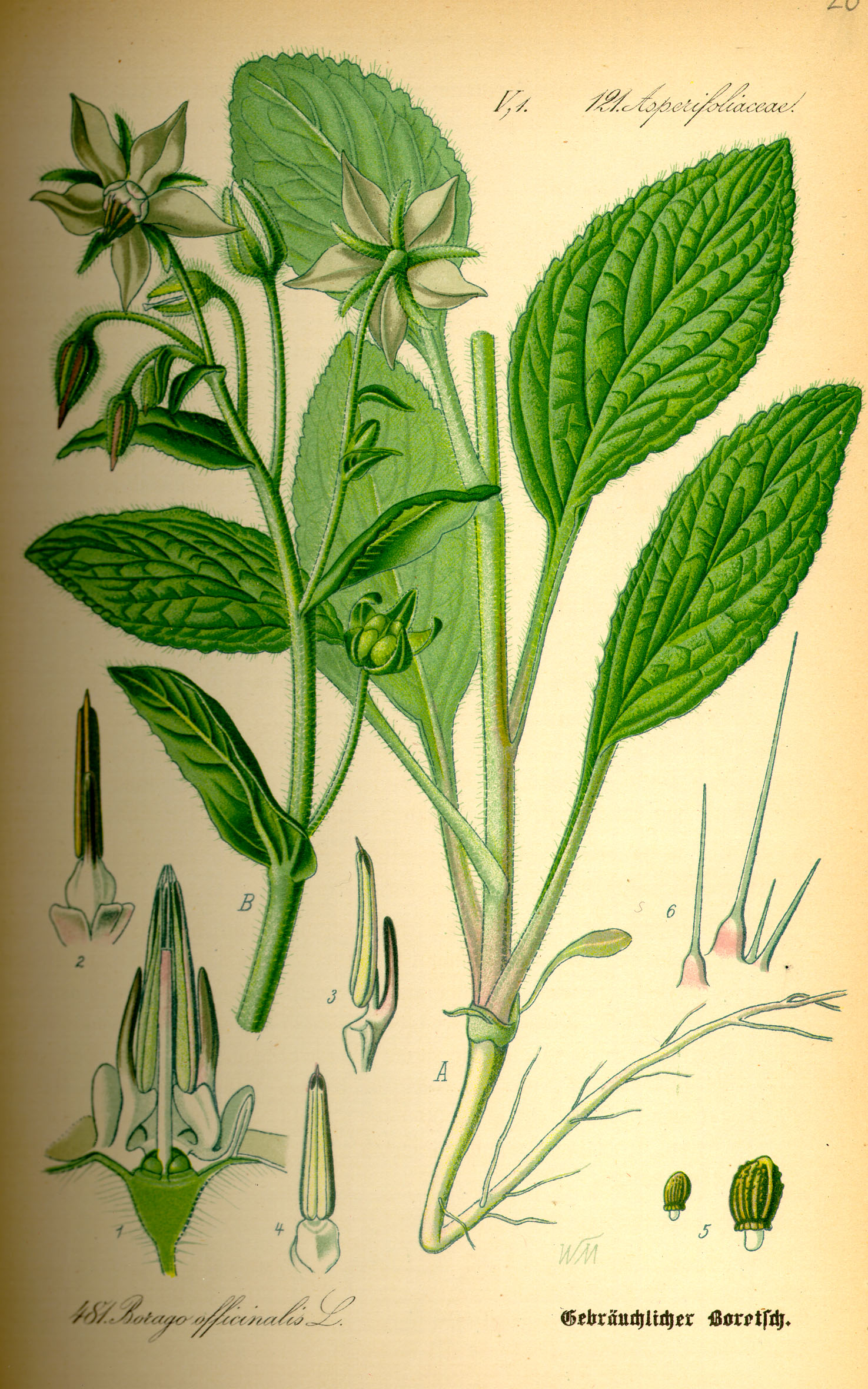
Бурачник лекарственный.

Однолетнее растение, жёстковолосистое, высотой 60—100 см.
Корень стержневой.
Стебель прямой или восходящий, толстый, ребристый, полый, вверху разветвлённый.
Прикорневые и нижние стеблевые листья эллиптические или овальные, на верхушке тупые, к основанию сужены в короткий черешок; стеблевые листья продолговато-яйцевидные, сидячие, стеблеобъемлющие, как и стебли, покрыты жёсткими беловатыми волосками.
Цветки на длинных ножках собраны в завитки; чашечка густо-жёстковолосистая, почти до основания разделена на линейно-ланцетные доли, венчик длиннее чашечки, тёмно-голубой, реже беловатый, с короткой трубочкой. Тычинок пять.
Плод — продолговато-яйцевидный, мелко-бугорчатый орешек.
Цветёт в июне—августе. Плоды созревают в июле—сентябре.

## Химический состав

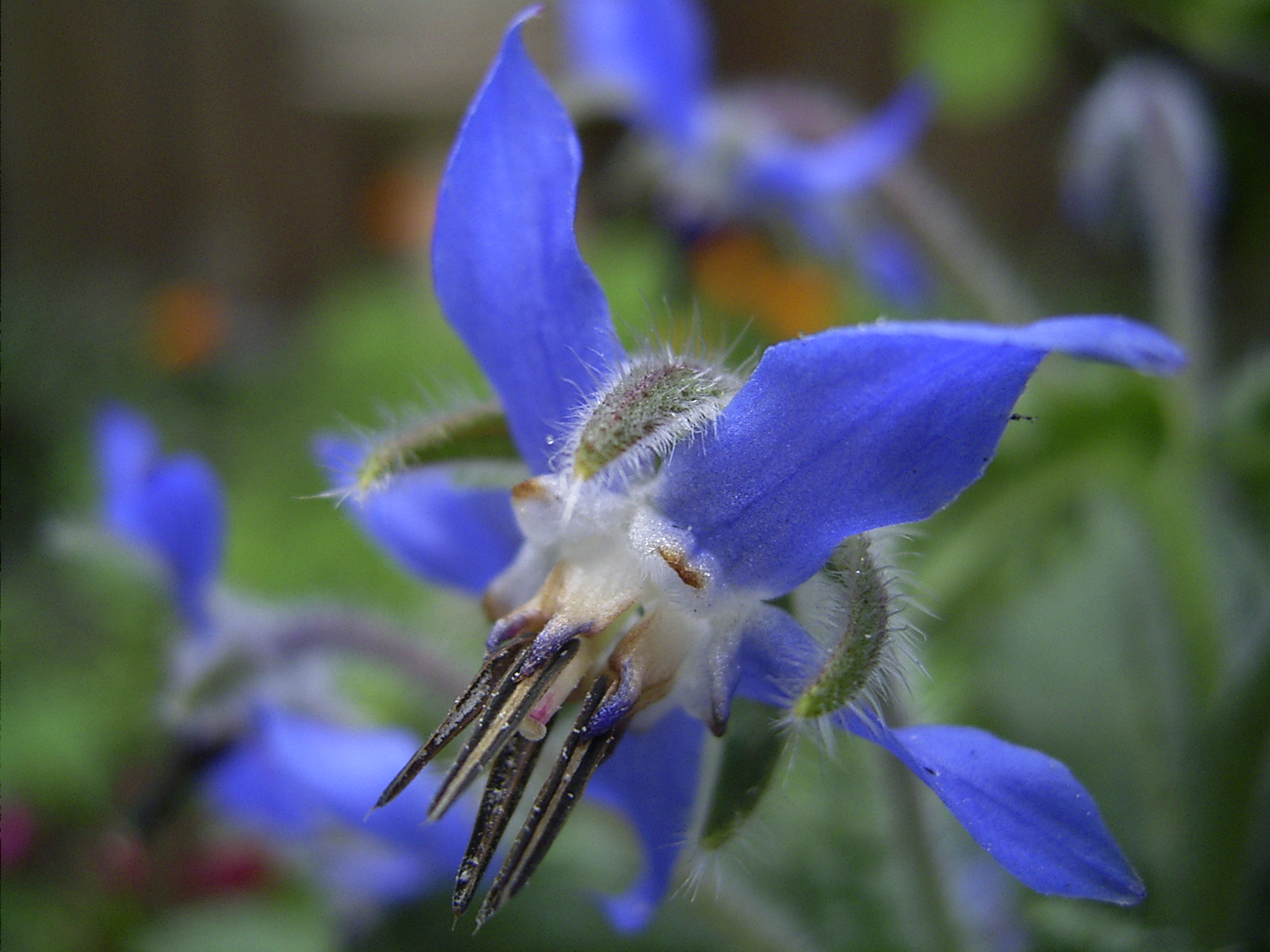
Цветок бурачника лекарственного

Листья растения содержат каротин, аскорбиновую кислоту, минеральные соли (особенно много калия), органические кислоты (яблочную, лимонную), слизистые вещества, сапонины, танины; цветки — слизи и эфирное масло.
Семена содержат 26-38 % масла семян бурачника, в составе которого 17-28 % составляет гамма-линоленовая кислота (ГЛК) которая, как было признано, обладает терапевтическим потенциалом против хронических воспалительных заболеваний, таких как атопический дерматит (экзема), ревматоидный артрит, рак, атеросклероз и т. д. В физиологических условиях превращение ГЛК в дигомо-γ-линоленовую кислоту (ДГЛК) не только действует как предшественник противовоспалительных соединений, но также ингибирует образование провоспалительных эйкозаноидов из арахидоновой кислоты (АК). В опытах на животных и в клинических испытаниях подтверждена защитная роль масла бурачника и ГЛК в лечении болезней пожилого возраста.

## Значение и применение

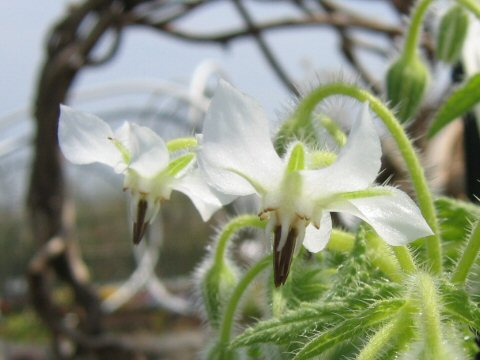
используют в декоративном садоводстве

Огуречная трава под названием бораго известна с глубокой древности.
Хороший медонос и пергонос, даёт светлый мёд из бесцветного и прозрачного нектара и пыльцу-обножку. Нектар содержит много сахара — от 40 до 77 %. Мёдопродуктивность при благоприятных условиях достигает 200 кг с гектара сплошных зарослей. Пчёлы посещают огуречную траву даже в прохладную погоду. В разных регионах продуктивность мёда этого растения неодинакова. В Беларуси один цветок в сутки выделяет 1,4—2,2 мг, в южных районах Украины, Крыма, Кавказа — от 4 до 21 мг. В Ленинградской области с 1 гектара продуктивность составляет 110—175 кг, в Рязанской уже до 460, а в более южных районах в отдельные годы достигает 800 кг/га. В условиях Полтавской области продуктивность может составлять 337,7 кг/га.
Надземная часть растения может быть использована для окрашивания шерстяных тканей в синий цвет.

### Применение в кулинарии
В странах Западной Европы огуречная трава культивируется как овощное растение. Молодые листья пахнут свежим огурцом, вкус их освежающий, напоминает огурцы с привкусом лука. В пищу используют листья в свежем виде, цветки — в свежем и засахаренном.
Являются хорошими заменителями огурцов, их добавляют в винегреты, салаты, соусы (горчичный, томатный, сметанный), гарниры, окрошку, холодные овощные супы и борщи. Корни, собранные осенью, используют для приготовления зелёного масла, добавляют к сырам, творогу, сметане, для отдушки настоек, вин, пунша, уксуса, сиропов, пива, эссенций и холодных напитков. Огуречная трава придаёт пикантный вкус рубленому мясу, фаршам и рыбе, жаренной на растительном масле. Очень популярна как микрозелень.
В конце XIX века в журнале «Наша пища» бораго было рекомендовано как замена свежих огурцов зимой в популярном салате «оливье»
Цветки огуречной травы в свежем и сушёном виде применяют в ликёрной и кондитерской промышленности. В Иране традиционно высушенные цветки завариваются и употребляются как горячий напиток наряду с чаем.
Листья собирают до появления цветочных побегов, молодые растения используют целиком вместо шпината. Урожайность зелёной массы — 50—60 ц/га.

### Применение в медицине
В Древнем Риме и в средневековой Европе листья и цветки травы добавляли в вино для придания воинам храбрости перед боем, а пирующим — для избавления от печали и меланхолии. В XV веке считали также, что цветки огуречной травы способствуют подъёму духа и прогоняют печаль. В медицине прошлого листья растения применяли в свежем и сухом виде при суставном ревматизме, подагре, кожных болезнях, вызванных нарушением обмена веществ, как успокаивающее, мягкое слабительное, мочегонное, потогонное и обволакивающее средство.
Витаминный салат из растения предупреждает воспалительные процессы в почках и кишечнике и снижает чувство нервозного раздражения у легко возбудимых больных, благотворно влияет на обмен веществ, поэтому рекомендуется в диетическом питании при заболеваниях почек, печени, жёлчного пузыря, сосудистой системы. Растение хорошо помогает при ревматических, подагрических и других болях в суставах и мышцах.
Цветки и листья входят в фармакопеи некоторых стран как освежающее, потогонное, мочегонное средство и для лечения ревматизма.

## Таксономия[15]
Borago officinalis  L., 1753, Sp. Pl. : 137
Вид Бурачник лекарственный относится к роду Бурачник (Borago) семейства Бурачниковые (Boraginaceae) порядка Бурачникоцветные (Boraginales). Кладограмма в соответствии с Системой APG IV по состоянию на июнь 2023 года:
|  |                                      |  |                                   | порядок Бурачникоцветные |  | семейство Бурачниковые - 153 ботанических рода |  | Бурачник |  | Бурачник лекарственный |
|  |                                      |  |                                   | порядок Бурачникоцветные |  | семейство Бурачниковые - 153 ботанических рода |  | Бурачник |  | Бурачник лекарственный |
|  | отдел Цветковые, или Покрытосеменные |  |                                   |                          |  |                                                |  |          |  |                        |
|  |                                      |  |                                   |                          |  |                                                |  |          |  |                        |
|  |                                      |  | ещё 63 порядка цветковых растений |                          |  |                                                |  |          |  |                        |
|  |                                      |  |                                   |                          |  |                                                |  |          |  |                        |

## Синонимы
- Borago advena
- Borago aspera
- Borago hortensis